# Chungnyeol
Chungnyeol (né le 3 avril 1236 et mort le 30 juillet 1308) est le vingt-cinquième roi de la Corée de la dynastie Goryeo. Il a régné du 23 juillet 1274 à 1298 puis de 1299 à sa mort.
Sim (futur roi Chungnyeol) est devenu prince héritier en 1260. Il rendit visite à la cour de Yanjing (燕京, Pékin actuel) en 1269, proposa d'épouser une fille de Kubilai Khan en 1271, ce que Kubilai Khan accepta. Il retourna en Corée en février 1272. Depuis lors, et pendant plus de 80 ans, les rois Goryeo ont épousé des membres de la royauté mongole. Les héritiers du trône reçurent des noms mongols et furent envoyés à Dadu 大都 (Pékin actuel) où ils furent élevés jusqu'à ce qu'ils atteignent l'âge adulte.
En mars 1272, il remercia Kubilai pour la restitution du trône de son père Wonjong 元宗 et lui proposa de fournir des aides maximales en cas d'expédition au Japon,.
Après la mort de Wonjong 元宗 en 1274, il accèda au pouvoir en tant que 25e roi de Goryeo, le roi Chungnyeol. En octobre 1274, la première invasion du Japon par l'armée composée de mongoles, chinois et Coréens, finit en échec.
En 1281, la deuxième invasion par les Mongoles, Chinois et Coréens, finit également par un échec.
En 1282, le roi Chungnyeol informe Kubilai qu'il aimerait construire 150 navires de guerre pour aider à l'invasion du Japon pour la troisième fois. Devant la difficulté de construction de navires en Chine et en Corée, ainsi que des émeutes dans le sud de la Chine, Kubilai a suspendu le projet.
En 1292, à la question d'un missionnaire mongole sur l'idée d'une nouveau projet d'invasion du Japon, le roi Chungnyeol a montré une volonté positive d'y contribuer. Kubilai ordonne à la Corée de construire les navires, or, il n'y avait plus suffisamment de bois en raison de la construction successive de navires. En janvier 1294, Kubilai décède et le projet de 3e invasion du Japon s'arrête avec sa mort.